# Blake Clark

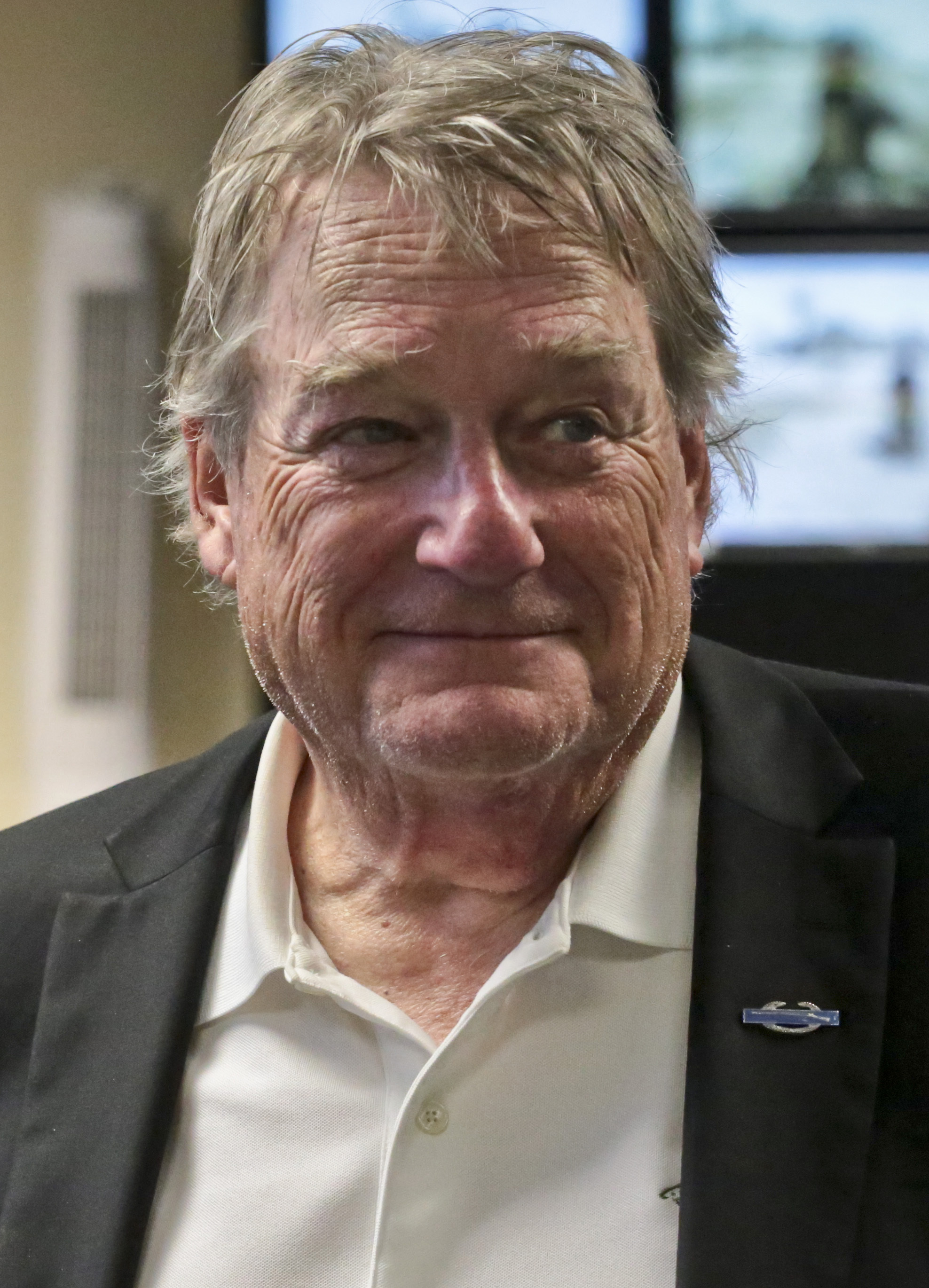
Blake Clark (2016)

Blake Clark (* 2. Februar 1946 in Macon, Georgia) ist ein US-amerikanischer Schauspieler und Synchronsprecher.

## Leben
Clark ist häufig in Gastrollen in diversen US-Fernsehserien wie z. B. Roseanne, Sabrina – Total Verhext!, oder Hör mal, wer da hämmert zu sehen. Im Kino war er in kleineren Rollen, häufig an der Seite von Adam Sandler, zu sehen. Zu seinen Filmen zählen u. a. Mr. Deeds, 50 erste Dates, und Kindsköpfe.
Außerdem tritt er häufig als Stand-Up-Comedian auf. Clark ist die Synchronstimme von Slinky Dog in Toy Story 3 und A Toy Story: Alles hört auf kein Kommando.

## Filmografie (Auswahl)
- 1982–1987: Remington Steele (Fernsehserie, sieben Folgen)
- 1992: Love Potion No. 9 – Der Duft der Liebe (Love Potion No. 9)
- 1992: Monty – Immer hart am Ball (Ladybugs)
- 1993: Roseanne (Fernsehserie, Folge 5x18)
- 1994–1999: Hör mal, wer da hämmert (Home Improvement, Fernsehserie, 23 Folgen)
- 1998: Waterboy – Der Typ mit dem Wasserschaden (The Waterboy)
- 1998: Tycus – Tod aus dem All (Tycus)
- 2001: Sabrina – Total Verhext! (Sabrina, the Teenage Witch, Fernsehserie, zwei Folgen, Stimme)
- 2002: Mr. Deeds
- 2003: Ein (un)möglicher Härtefall (Intolerable Cruelty)
- 2004: 50 erste Dates (50 First Dates)
- 2010: Community (Fernsehserie, Folge 1x17)
- 2010: Toy Story 3 (Stimme)
- 2010: Kindsköpfe (Grown Ups)
- 2012: Der Chaos-Dad (That’s My Boy)
- 2015: Das Leben und Riley (Fernsehserie, Folge 2x8)
- 2016: Last Man Standing (Fernsehserie, Folge 5x16)
- 2020: Hubie Halloween
- 2021–2022: United States of Al (Fernsehserie, 7 Folgen)
- 2021:  Hacks (Fernsehserie, 1 Folge)
- 2025: Leanne (Fernsehserie, 14 Folgen)